# Sevada schimperi
Sevada schimperi là loài thực vật có hoa thuộc họ Dền. Loài này được Moq. miêu tả khoa học đầu tiên năm.